# Festiwal Muzyki Dawnej w Jarosławiu
Festiwal Muzyki Dawnej w Jarosławiu – Pieśń Naszych Korzeni – festiwal muzyczny w Jarosławiu odbywający się corocznie pod koniec sierpnia. W 2022 roku odbyła się XXX edycja festiwalu.
Festiwal Muzyki Dawnej odbywa się od 1993 roku i kontynuuje założenia Festiwalu Muzyki Dawnej w Starym Sączu. Jest jedną z nielicznych tego typu imprez w Europie i jednym z najsłynniejszych europejskich festiwali tego typu. Programy koncertowe wykonywane są co wieczór przez zaproszonych muzyków w zabytkowych świątyniach Jarosławia.
Festiwal organizuje Stowarzyszenie Muzyka Dawna w Jarosławiu, dzięki któremu Jarosław przyciąga wielu miłośników tradycji i kultury.
Specyfiką Festiwalu jest aktywny udział publiczności w seminariach, wykładach, różnych warsztatach: tańców, chorału gregoriańskiego oraz w chórze festiwalowym. Przygotowują one uczestników do sobotniego koncertu, w którym, tradycyjnie, czynny udział biorą wszyscy – zarówno artyści, jak i publiczność.
Festiwal łączy w sobie aspekt religijny i artystyczny. Tradycją przez ostatnie lata stało się otwarcie Festiwalu liturgią greckokatolicką, zakończenie zaś mszą św. oprawioną w chorał gregoriański. Na sam Festiwal licznie ściągają nie tylko widzowie świeccy, ale i osoby duchowne, które, prowadząc codzienne łacińskie jutrznie i nieszpory, podtrzymują dawny klimat w jarosławskich kościołach.
W ciągu lat trwania wystąpili na festiwalu artyści takiej miary, jak Jordi Savall, Marcel Pérès, Lycourgos Angelopoulos, Joseph Malovany, Ensemble Organum, La Petite Bande, La Reverdie, E Voce di u Cumune, Grecki Chór Bizantyjski, Micrologus, Bornus Consort, Byzantion, Sirin, Fretwork, Linnamuusikud, Mudejar, Taurus, Sequentia.
Koncertom muzyki dawnej towarzyszy wieczorny klub festiwalowy, podczas którego do tańców przy muzyce tradycyjnej grają artyści  i zespoły muzyki folkowej, tradycyjnej, bardowie, lirnicy, tacy jak Adam Strug, Kapela Brodów jak również spontanicznie przyłączający się muzycy występujący podczas wieczornych koncertów.